# 2004年の宝塚歌劇公演一覧
本項目では、2004年の宝塚歌劇公演一覧（2004ねんのたからづかかげきこうえんいちらん）について示す。

## 宝塚大劇場公演

### 花組
- 1月1日（木・祝） - 2月16日（火）
  - 『飛翔無限』（植田紳爾　作・演出）
  - 『天使の季節』（植田紳爾　作、植田紳爾・中村一徳　演出）
  - 『アプローズ・タカラヅカ!-ゴールデン90-』（三木章雄・藤井大介・齋藤吉正　作・演出）

外部リンク
- 宝塚歌劇団・公演案内

### 星組
- 2月20日（金） - 3月28日（日）
  - 『1914/愛』（谷正純　作・演出）
  - 『タカラヅカ絢爛』-灼熱のカリビアン・ナイト- （草野旦　作・演出）

外部リンク
- 宝塚歌劇団・公演案内

### 雪組
- 4月2日（金） - 5月10日（月）
  - 『スサノオ』-創国の魁-（木村信司　脚本・演出）
  - 『タカラヅカ・グローリー!』（小林公平　原案、岡田敬二　作・演出）

外部リンク
- 宝塚歌劇団・公演案内

### 宙組
- 5月14日（金） - 6月21日（月）
  - 『ファントム』（アーサー・コピット　脚本、中村一徳　潤色・演出）

外部リンク
- 宝塚歌劇団・公演案内

### 月組
- 6月25日（金） - 8月9日（月）
  - 『飛鳥夕映え-蘇我入鹿-』（柴田侑宏　作、大野拓史　演出）
  - 『タカラヅカ絢爛II -灼熱のカリビアン・ナイト-』（草野旦　作・演出）

外部リンク
- 宝塚歌劇団・公演案内

### 花組
- 8月13日（金） - 9月27日（月）
  - 『La Esperanza-いつか叶う-』（正塚晴彦　作・演出）
  - 『TAKARAZUKA舞夢!』（藤井大介　作・演出）

外部リンク
- 宝塚歌劇団・公演案内

### 星組
- 10月1日（金） - 11月8日（月）
  - 『花舞う長安 -玄宗と楊貴妃-』<井上靖「楊貴妃伝」より>　（酒井澄夫　脚本・演出）
  - 『ロマンチカ宝塚'04 -ドルチェ・ヴィータ!-』（荻田浩一　作・演出）

外部リンク
- 宝塚歌劇団・公演案内

### 雪組
- 11月12日（金） - 12月14日（火）
  - 『青い鳥を捜して』（石田昌也　作・演出）
  - 『タカラヅカ・ドリーム・キングダム』（三木章雄・藤井大介・齋藤吉正　作・演出）

外部リンク
- 宝塚歌劇団・公演案内

## 東京宝塚劇場公演

### 宙組
- 1月2日（金） - 2月1日（日）　
  - 『白昼の稲妻』（柴田侑宏　作、荻田浩一　演出）
  - 『テンプテーション! - 誘惑 -』（岡田敬二　作・演出）

外部リンク
- 宝塚歌劇団・公演案内

### 月組
- 2月6日（金） - 3月21日（日）　
  - 『薔薇の封印』（小池修一郎　作・演出）

外部リンク
- 宝塚歌劇団・公演案内

### 花組
- 3月26日（金） - 5月2日（日）　
  - 『飛翔無限』（植田紳爾　作・演出）
  - 『天使の季節』（植田紳爾　作、植田紳爾・中村一徳　演出）
  - 『アプローズ・タカラヅカ!-ゴールデン90-』（三木章雄・藤井大介・齋藤吉正　作・演出）

外部リンク
- 宝塚歌劇団・公演案内

### 星組
- 5月7日（金） - 6月6日（日）
  - 『1914/愛』（谷正純　作・演出）
  - 『タカラヅカ絢爛 -灼熱のカリビアン・ナイト-』（草野旦　作・演出）

外部リンク
- 宝塚歌劇団・公演案内

### 雪組
- 6月11日（金） - 7月11日（日）
  - 『スサノオ』-創国の魁-（木村信司　脚本・演出）
  - 『タカラヅカ・グローリー!』（小林公平　原案、岡田敬二　作・演出）

外部リンク
- 宝塚歌劇団・公演案内

### 宙組
- 7月17日（土） - 8月29日（日）
  - 『ファントム』（アーサー・コピット　脚本、中村一徳　潤色・演出）

外部リンク
- 宝塚歌劇団・公演案内

### 月組
- 9月3日（金） - 10月10日（日）
  - 『飛鳥夕映え -蘇我入鹿-』 （柴田侑宏　作、大野拓史　演出）
  - 『タカラヅカ絢爛II -灼熱のカリビアン・ナイト-』（草野旦）

外部リンク
- 宝塚歌劇団・公演案内

### 花組
- 10月16日（土） - 11月21日（日）
  - 『La Esperanza-いつか叶う-』（正塚晴彦　作・演出）
  - 『TAKARAZUKA舞夢!』（藤井大介　作・演出）

外部リンク
- 宝塚歌劇団・公演案内

### 星組
- 11月26日（金） - 12月26日
  - 『花舞う長安 -玄宗と楊貴妃-』<井上靖「楊貴妃伝」より>　（酒井澄夫　脚本・演出）
  - 『ロマンチカ宝塚'04 -ドルチェ・ヴィータ!-』（荻田浩一　作・演出）

外部リンク
- 宝塚歌劇団・公演案内

## 宝塚バウホール公演

### 雪組
- 1月31日（土） - 2月9日（月）
  - 『送られなかった手紙』（太田哲則　作・演出）

外部リンク
- 宝塚歌劇団・公演案内

### 月組
- 4月17日（土） - 4月26日（月）　
  - 『愛しき人よ』-イトシキヒトヨ-（齋藤吉正　作・演出）

外部リンク
- 宝塚歌劇団・公演案内

### 花組
- 5月29日（土） - 6月7日（月）
  - 『NAKED CITY』（小柳奈穂子　作・演出）

外部リンク
- 宝塚歌劇団・公演案内

### 星組
- 7月22日（木） - 8月2日（月）
  - 『花のいそぎ』（大野拓史　作・演出）

外部リンク
- 宝塚歌劇団・公演案内

### 月組
- 11月13日（土） - 11月22日（月）　
  - 『THE LAST PARTY〜S.Fitzgerald’s last day〜 -フィッツジェラルド最後の一日-』（植田景子　脚本・演出）

外部リンク
- 宝塚歌劇団・公演案内

## その他の日本公演

### 雪組
- 1月31日（土） - 2月19日（木）　中日劇場
  - 『Romance de Paris』（正塚晴彦　作・演出）
  - 『レ・コラージュ -音のアラベスク-』-音のアラベスク-　（三木章雄　作・演出）

外部リンク
- 宝塚歌劇団・公演案内

### 雪組・特別
- 2月14日（土） - 2月20日（金）　東京・日本青年館
  - 『送られなかった手紙』（太田哲則　作・演出）

外部リンク
- 宝塚歌劇団・公演案内

### 宙組・特別
- 3月6日（土） - 3月13日（日）　東京・日本青年館
  - 『BOXMAN -俺に破れない金庫などない‐』（正塚晴彦　作・演出）

外部リンク
- 宝塚歌劇団・公演案内

### 宙組
- 3月19日（金） - 3月31日（水）　シアター・ドラマシティ
  - 『BOXMAN -俺に破れない金庫などない-』（正塚晴彦　作・演出）

外部リンク
- 宝塚歌劇団・公演案内

### 月組
- 4月17日（土） - 5月9日（日）　全国ツアー
  - 『ジャワの踊り子』（菊田一夫　作、植田紳爾　潤色、植田紳爾・谷正純　演出）

外部リンク
- 宝塚歌劇団・公演案内

### 月組・特別
- 5月1日（土） - 5月7日（金） 東京・日本青年館
  - 『愛しき人よ』-イトシキヒトヨ- （齋藤吉正　作・演出）

外部リンク
- 宝塚歌劇団・公演案内

### 花組
- 5月29日（土） - 6月20日（日）　全国ツアー
  - 『ジャワの踊り子』（菊田一夫　作、植田紳爾　潤色、植田紳爾・谷正純　演出）

外部リンク
- 宝塚歌劇団・公演案内

### 花組・特別
- 6月12日（土） - 6月18日（金）　東京・日本青年館
  - 『NAKED CITY』（小柳奈穂子　作・演出）

外部リンク
- 宝塚歌劇団・公演案内

### 星組
- 8月1日（日） - 8月23日（月）　博多座
  - 『花舞う長安』-玄宗と楊貴妃- （酒井澄夫　脚本・演出）
  - 『ロマンチカ宝塚'04』-ドルチェ・ヴィータ!- （荻田浩一　作・演出）

外部リンク
- 宝塚歌劇団・公演案内

### 星組・特別
- 8月7日（土） - 8月12日（木）　東京・日本青年館
  - 『花のいそぎ』（大野拓史　作・演出）

外部リンク
- 宝塚歌劇団・公演案内

### 雪組・特別
- 8月21日（土） - 8月28日（土）　東京・日本青年館
  - 『あの日みた夢に』-シカゴ・アンダーワールド・ブルース-（中村暁　作・演出）

外部リンク
- 宝塚歌劇団・公演案内

### 雪組
- 9月4日（土） - 9月16日（木）　大阪・シアタードラマシティ
  - 『あの日みた夢に』-シカゴ・アンダーワールド・ブルース-（中村暁　作・演出）

外部リンク
- 宝塚歌劇団・公演案内

### 宝塚歌劇90周年記念・特別
- 9月1日（水）  - 9月23日（木・祝）　日生劇場
  - 『花供養』（植田紳爾　作・演出）

外部リンク
- 宝塚歌劇団・公演案内

### 花組
- 12月17日（金） - 12月29日（水）　大阪・シアタードラマシティ
  - 『天の鼓 -夢幻とこそなりにけれ-』（児玉明子　作・演出）

外部リンク
- 宝塚歌劇団・公演案内

## 催し物

### エンカレッジ・コンサート
- 9月30日 - 10月5日・宝塚バウホール、10月14日 - 10月17日・東京芸術劇場
  - エンカレッジ・スペシャルコンサート『Angels in Harmony』（岡田敬二　監修、中村一徳　構成・演出）